# Karies, Atos
Karies (grško starogrško Καρυές Kariés)  je naselje na gori Atos, vzhodnem kraku polotoka Halkidika v severni Grčiji. Je glavno mesto in cerkveno in civilno upravno središče Avtonomne meniške države Sveta gora.
Karies je prestolnica in duhovno središče že več kot tisoč let. Beseda karies pomeni oreh, s katerim je obilno poraščena okolica mesta. Mesto leži približno na polovici polotoka na severovzhodnih obronkih Svete gore na nadmorski višini 500-600 m.
Glavna mestna cerkev je Protaton, ki je hkrati cerkev protosa - predsednika meniške skupnosti.

## Zgodovina
Srbski škof Sveti Sava je v Kariesu zgradil cerkev in celico, v kateri je bival nekaj let. Postal je jeromonah in leta 1201 arhimandrit. Med bivanjem v Kariesu je napisal Karieški tipikon. Marmorni napis o njegovem delu se je ohranil. Leta 1219 je postal prvi srbski nadškof.
Med vladanjem bizantinskega cesarja Mihaela VIII. Paleologa so latinski križarji leta 1283 napadli goro Atos. Protosa so mučili in obesili, izropali Protaton in pobili veliko menihov. Ubite menihe je vzhodna pravoslavna cerkev razglasila za mučence, ki godujejo 5. decembra po julijanskem oziroma 18. decembra po gregorijanskem koledarju. 

## Sedanje stanje
Popis prebivalstva Grčije leta 2011 je v mestu zabeležil 163 prebivalcev, kar pomeni, da je Karies največje naselje v avtnomni skupnosti Sveta Gora.
Za vodenje samostanske skupnosti devetnajst glavnih samostanov (dvajseti samostan Esfigimen  je od leta 1974 izključen) izvoli Sveto Epistasijo (grško Ιερά Επιστασία) in Protat in protoepistatisa (πρωτεπιστάτης) - predstojnika Svete  Epistasije.
V Kariesu so predstavništva devetnajst glavnih samostanov, tako imenovani konaki (κονάκι). Samostan Kutulmuš zaradi bližine Kariesa nima svojega konaka.
V mestu je tudi licej “Afoniada” (Αθωνιάδα Ακαδημία).